# Lista najwyższych budynków w Pekinie

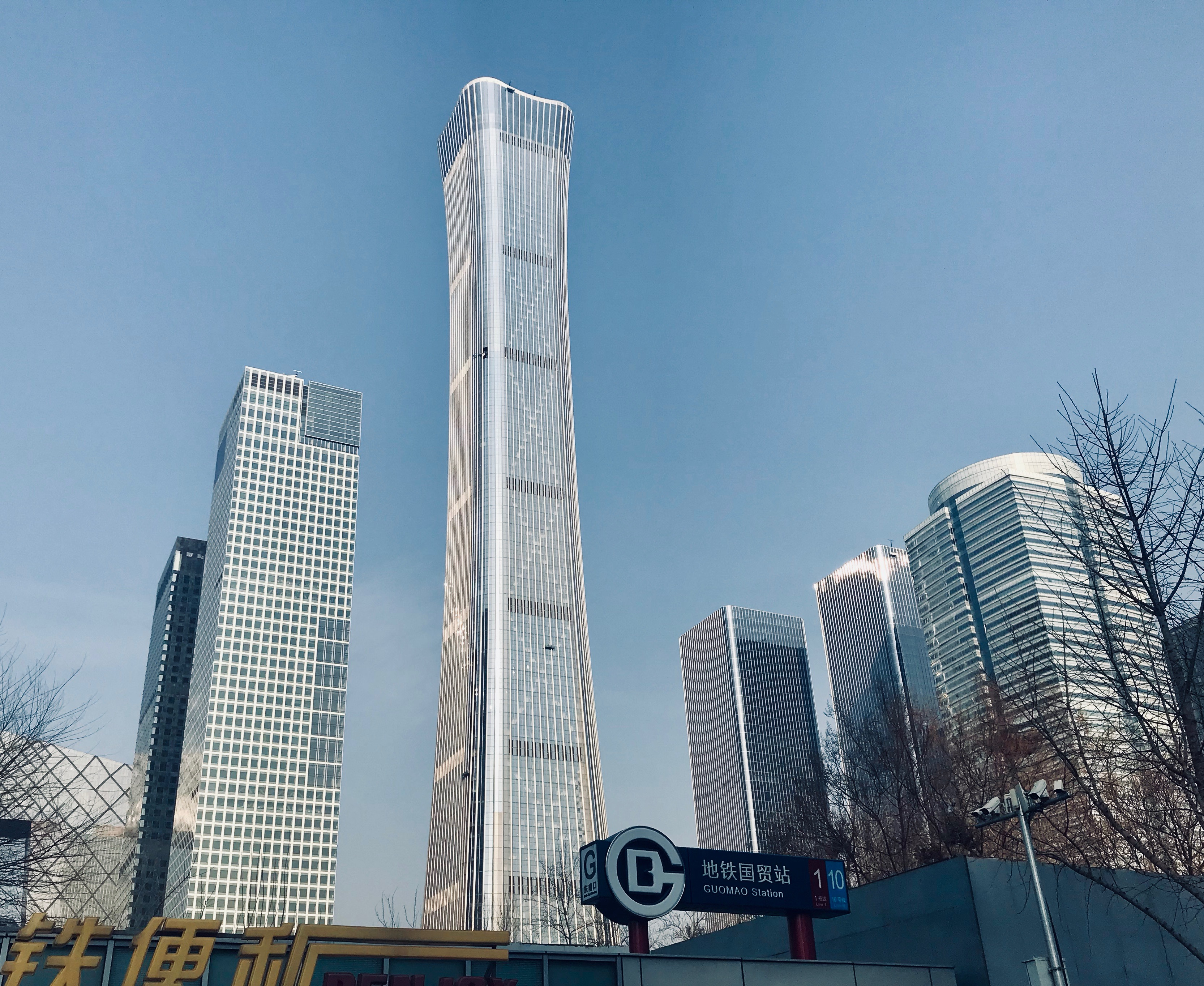
Budynek China Zun

Pekin jest stolicą Chin i jednym z największych jej miast. Pomimo swojego dużego znaczenia nie tylko historycznego, politycznego, ale i gospodarczego, nie ma tutaj dużej ilości wysokich budynków. Jedynie 18 budynków przekracza 200 metrów wysokości (stan z roku 2020). Łącznie powyżej 150 metrów wysokości wznoszą się 42 budynki. Większość z najwyższych budynków pełni funkcje biurowe.

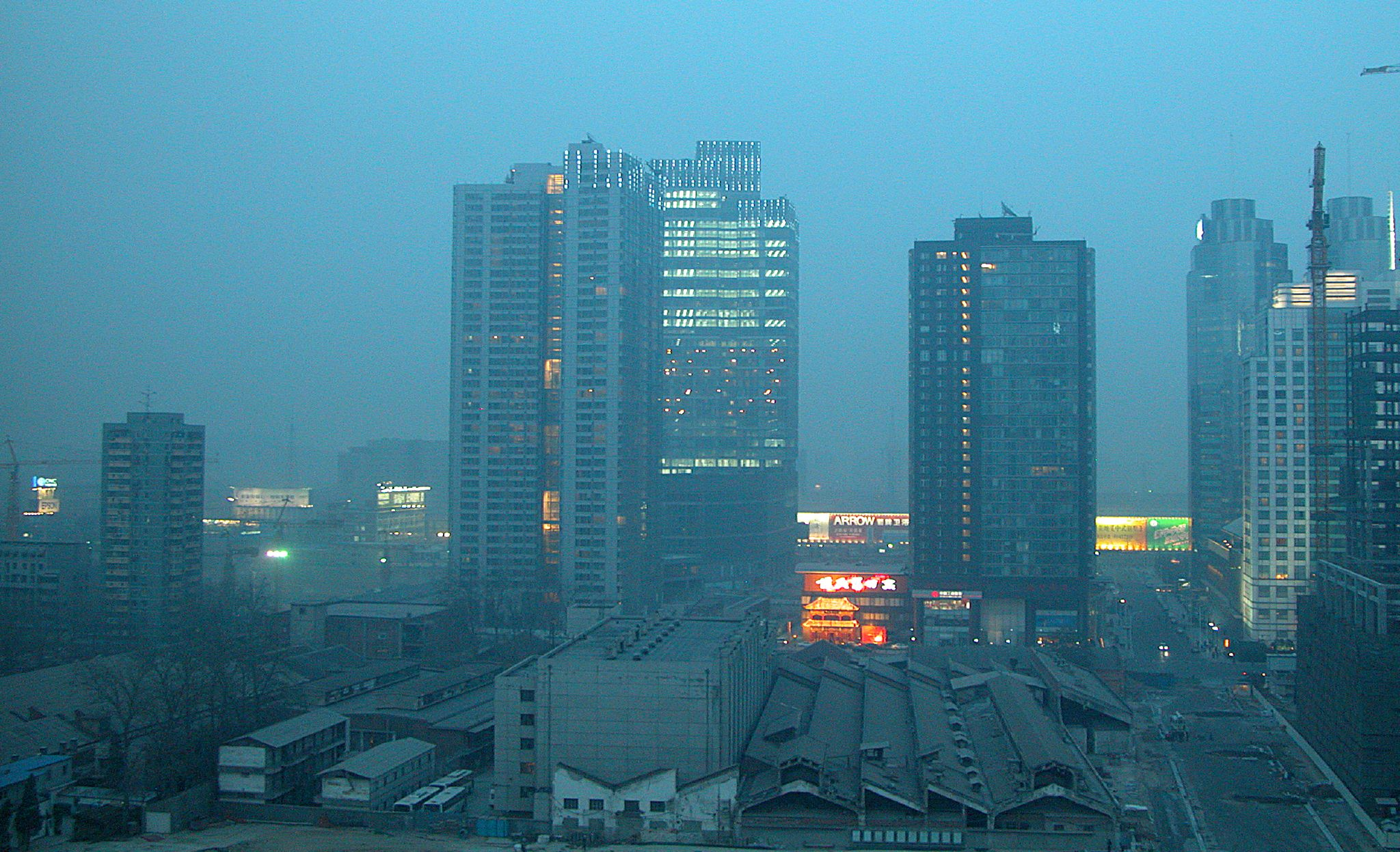
Centrum Pekinu

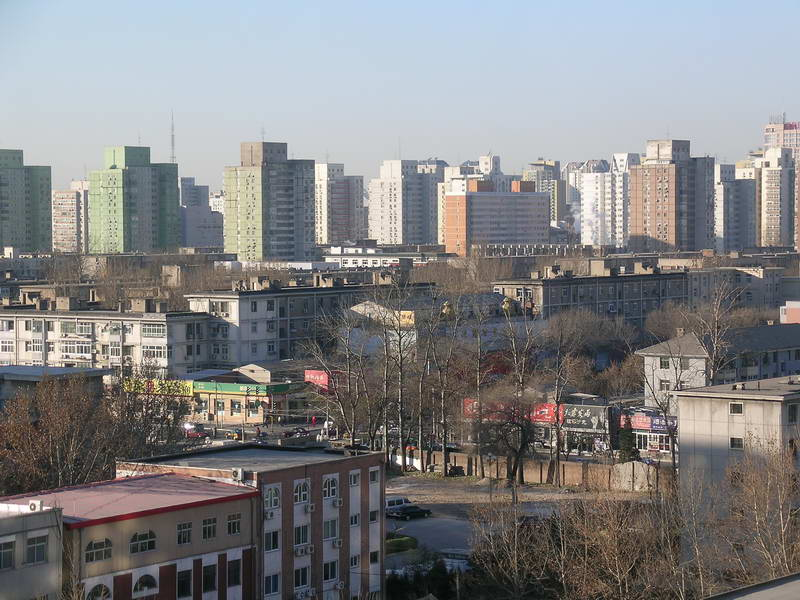
Budynki mieszkalne w Pekinie

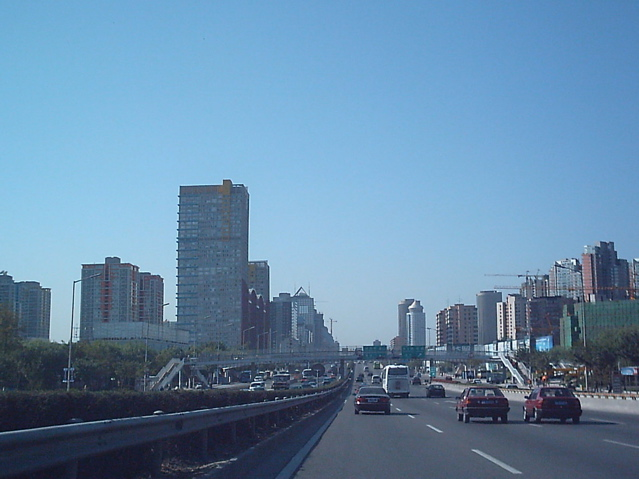
Widok na nowoczesną zabudowę Pekinu

## 10 najwyższych
Poniższa lista przedstawia najwyższe budynki w Pekinie,  według bazy danych o najwyższych budowlach świata prowadzonej przez Council on Tall Buildings and Urban Habitat (CTBUH) (stan w roku 2020)
| Ranking | Budynek                            | Wysokość strukturalna | Liczba pięter | Rok budowy |
| ------- | ---------------------------------- | --------------------- | ------------- | ---------- |
| 1       | China Zun                          | 527,7                 | 109           | 2018       |
| 2       | China World Tower                  | 330                   | 74            | 2010       |
| 3       | China World Trade Center Phase 3B  | 295,6                 | 59            | 2017       |
| 4       | Fortune Financial Center           | 267                   | 60            | 2014       |
| 5       | Samsung China Headquarters         | 260                   | 57            | 2018       |
| 6       | Beijing Greenland Center           | 260                   | 55            | 2016       |
| 7       | Beijing Yintai Centre - Park Tower | 250                   | 63            | 2008       |
| 8       | Beijing Television Center          | 239                   | 42            | 2006       |
| 9       | Z14 Plot Tower 1                   | 238                   | 48            | 2018       |
| 10      | Z14 Plot Tower 2                   | 238                   | 48            | 2018       |

## Budynki w budowie powyżej 150 metrów
Poniższa lista przedstawia najwyższe budynki w budowie w Pekinie, według bazy danych o najwyższych budowlach świata prowadzonej przez Council on Tall Buildings and Urban Habitat (CTBUH) (stan w roku 2020)
| Ranking | Budynek                                                       | Wysokość strukturalna | Liczba pięter | Rok budowy |
| ------- | ------------------------------------------------------------- | --------------------- | ------------- | ---------- |
| 1       | Beijing Sihuiqiao Intelligent Grid Exchange Centre East Tower | 280                   | 66            | 2020       |
| 2       | Beijing Sihuiqiao Intelligent Grid Exchange Centre West Tower | 260                   | 55            | 2020       |
| 3       | Sunshine Insurance Headquarters                               | 220                   | 48            | 2020       |
| 4       | Z12 Plot                                                      | 216                   | 45            | 2020       |
| 6       | China Tiewu Tower A                                           | 203,4                 | 45            | 2020       |